# Pantacordis pantsa
Pantacordis pantsa is een vlinder uit de familie dominomotten (Autostichidae). De wetenschappelijke naam is voor het eerst geldig gepubliceerd in 1963 door Gozmany.
Deze vlinder komt voor in Europa.